# Aloe 'Medusa'
Aloe 'Medusa' é uma espécie de liliopsida do gênero Aloe, pertencente à família Asphodelaceae.